# Canyon Red
Pour les articles homonymes, voir Red.
Le canyon Red (en anglais : Red Canyon) est un canyon du Colorado, aux États-Unis. Situé dans le comté de Mesa, il est protégé au sein du Colorado National Monument.